# Nikon D6
D5 -
Le Nikon D6 est un appareil photographique reflex numérique plein format professionnel  annoncé par Nikon le 11 février 2020, pour succéder au D5 en tant que reflex le plus haut de gamme. Il a une définition de 20,8 MP, comme le D5. Le D6 a nouveau processeur d'images Expeed 6 qui supporte le mode rafale jusqu'à 14 im./s et un système autofocus avec 105 collimateurs de type croisé,.

## Caractéristiques
Le D6 reprend beaucoup de caractéristiques du Nikon D5 mais offre également les nouvelles fonctionnalités et améliorations suivantes :
- Processeur d'images EXPEED6
- Nouveau module autofocus Multi-CAM 37K avec 105 collimateurs, tous de type croisé
- Vitesse en mode rafale allant jusqu'à 14 images par seconde avec autofocus complet
- Double emplacement pour cartes CFexpress (Type B), compatible également avec les cartes XQD
- WiFi et Bluetooth intégrés
- Support des systèmes de positionnement suivants : GPS, GLONASS, QZSS
- Durée d'exposition allant jusqu'à 900 secondes

## Galerie

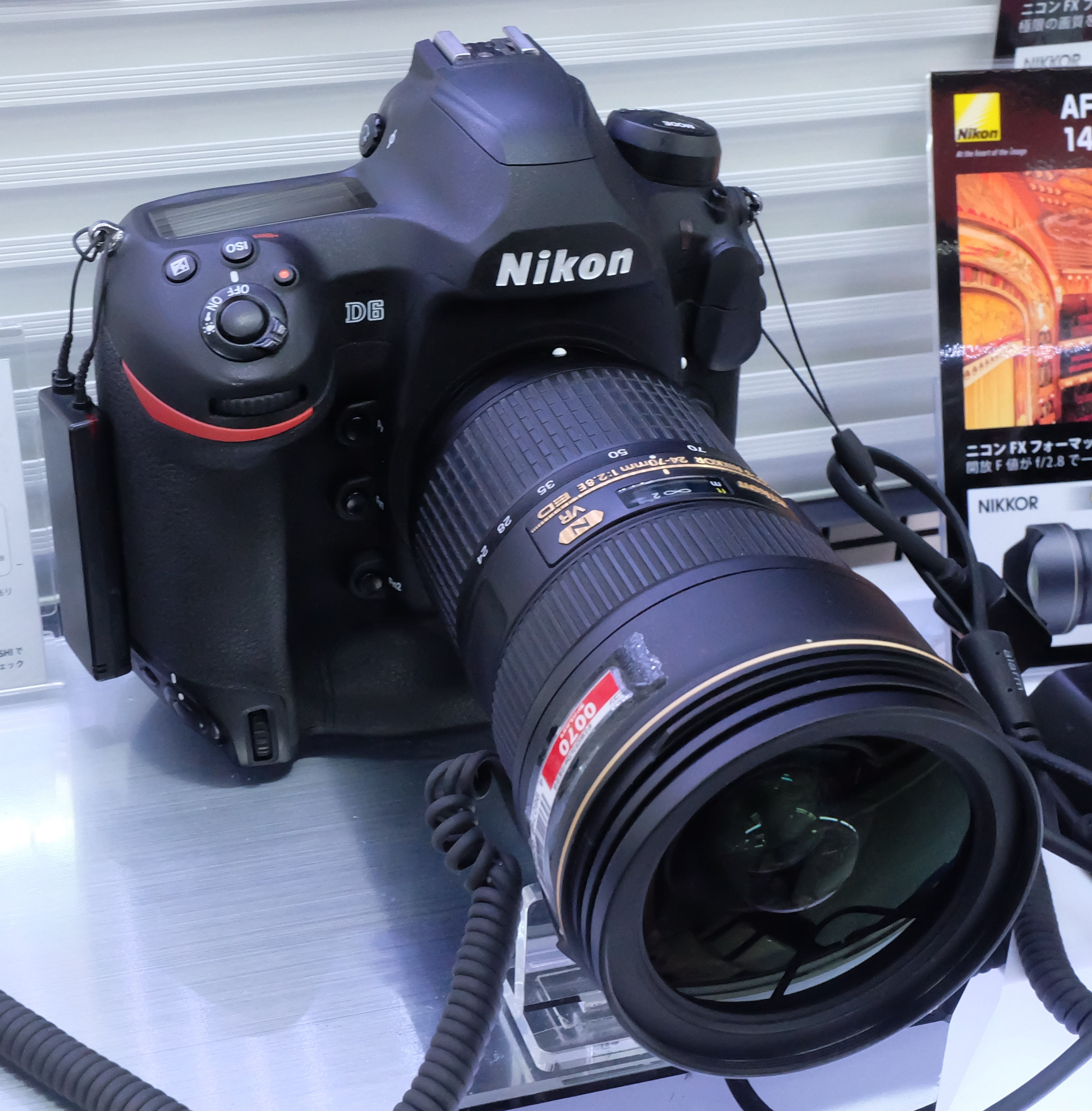
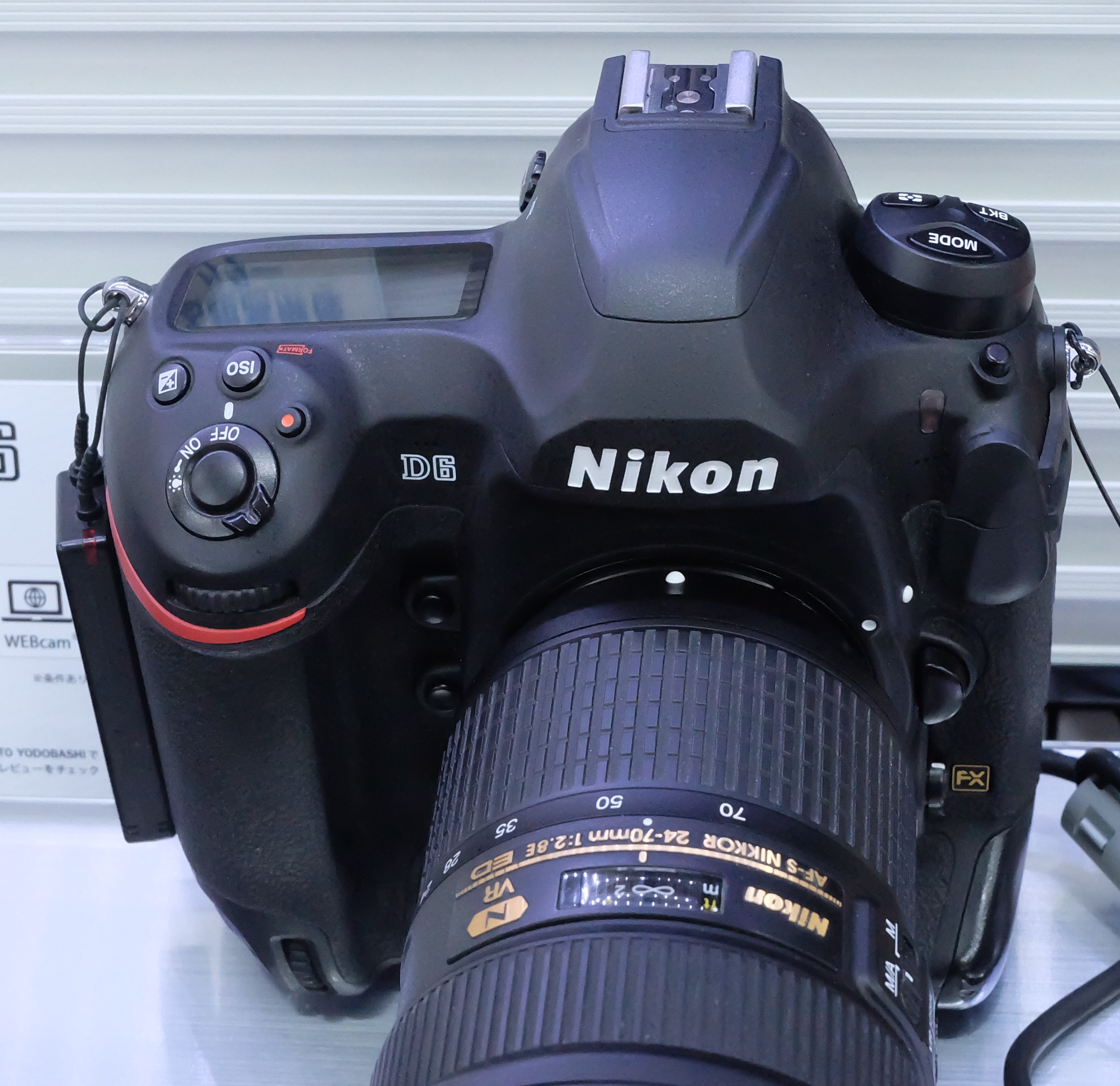
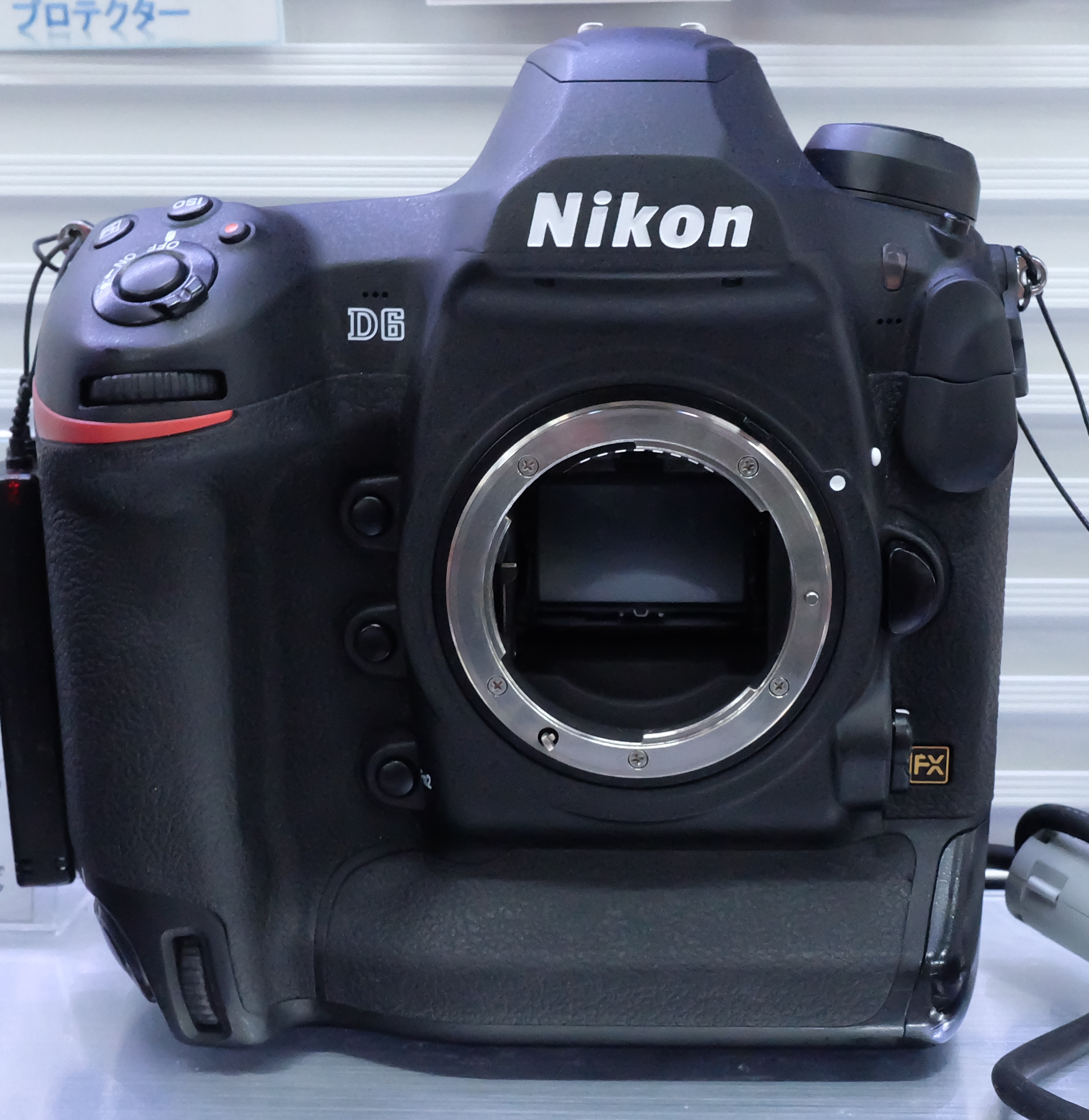
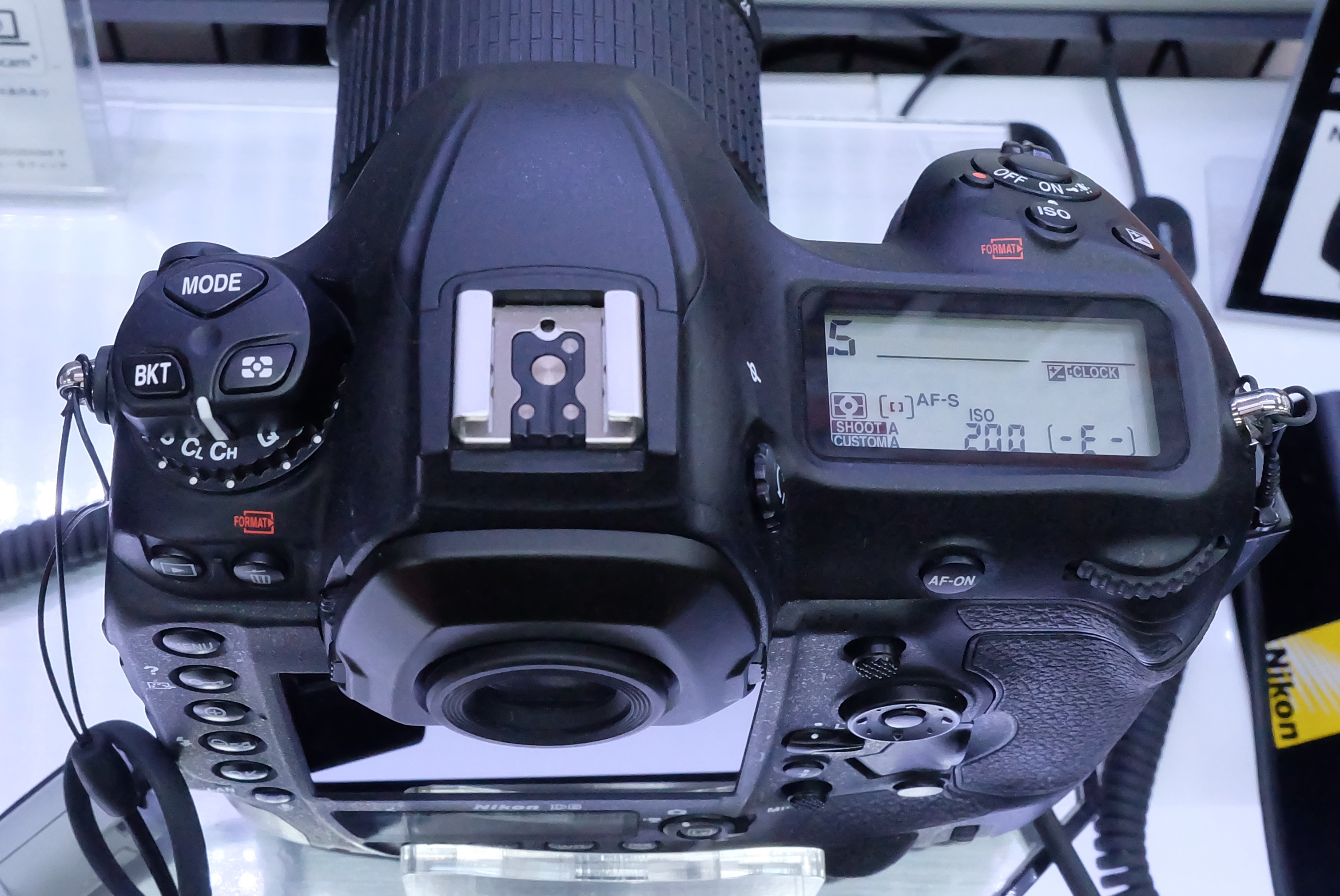
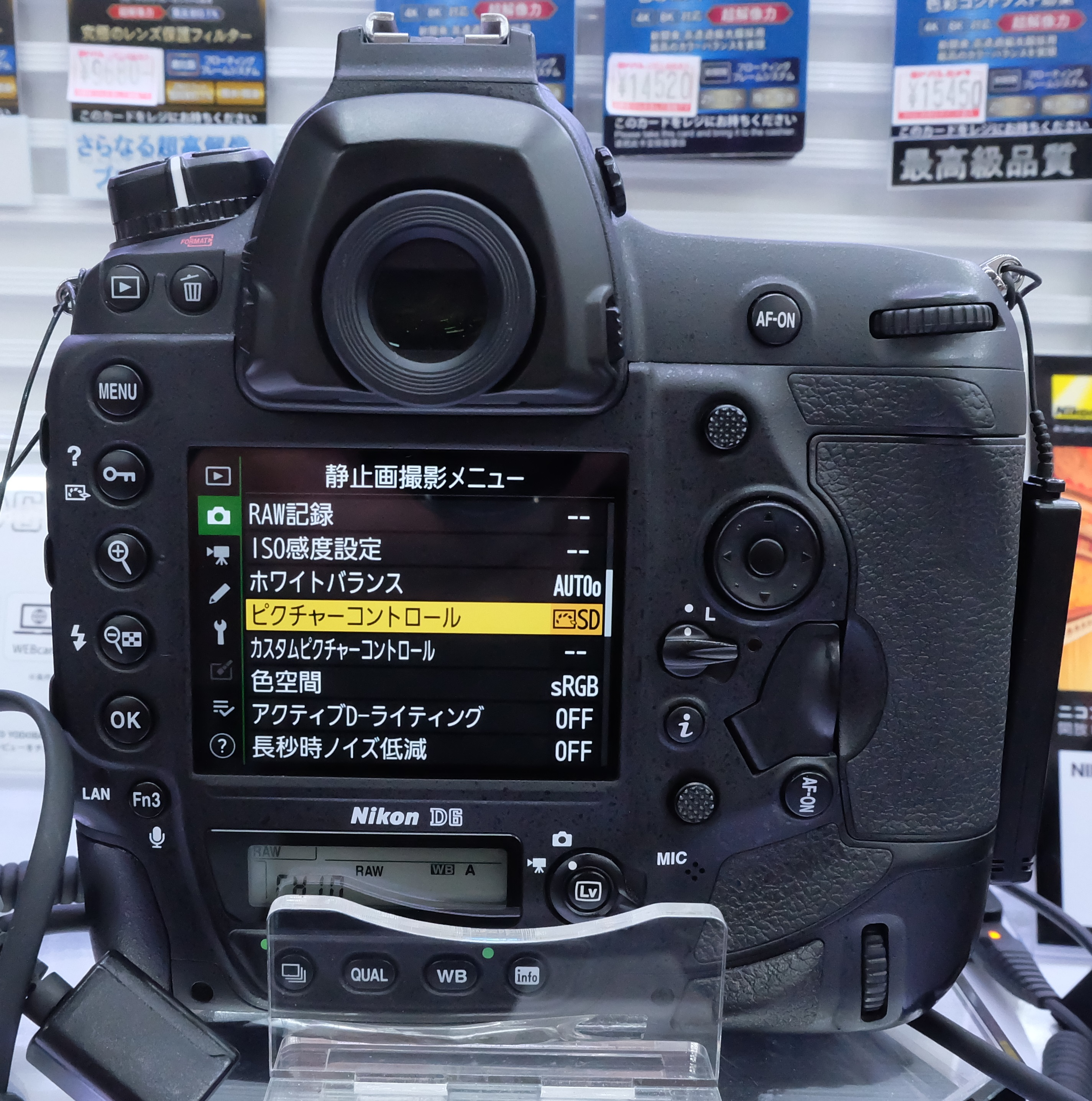